# Zongo Comics
Zongo Comics fue una compañía estadounidense de cómics fundada en 1995 por el creador de "Los Simpson, Futurama" y "Disenchantment", Matt Groening. 
Era la hermana y contrapunto de Bongo Comics, utilizando las mismas instalaciones, en aquel entonces situadas en Los Ángeles. Al contrario que Bongo Comics, los cómics publicados por esta estaban orientados al público adulto, conteniendo temáticas y material para dicho público, y además no incluía adaptaciones de las comedias televisivas de Matt Groening, como si lo hacía su hermana.
Durante su efímera existencia, Zongo Comics solo lanzó dos series,Jimbo y Fleener, ambas de marcado carácter underground, y desarrolladas por los amigos de Groening, Mary Fleener y Gary Panter. No existe edición española (ni latinoamericana) de dichas series y, a día de hoy, es muy difícil encontrarlas en formato impreso incluso en su idioma original.
Zongo Comics no duró tanto como su editorial hermana, y, ambas series fueron canceladas tras un vano intento de atraer una gran audiencia. Dado que la serie "Jimbo" era prácticamente desconocida en el momento de su salida al mercado, Zongo Comics solo imprimió una pequeña tirada de ejemplares. Para el número seis, por ejemplo, solo se imprimieron 500 ejemplares.
Dado que solo lanzó diez cómics al mercado, los cómics de Zongo son muy codiciados por los coleccionistas debido a su rareza.

## Series

### Jimbo
- (7 números) escrita y dibujada por Gary Panter

La novela gráfica Jimbo in Purgatory del mismo autor, fue planeada como el número 8, pero no fue publicada por Zongo.
El museo de arte contemporáneo de Los Ángeles (MOCA, por sus siglas en inglés) incluyó su serie Jimbo en una exposición de cómics, en la que se valoró su contribución al desarrollo del cómic en el siglo XX.

### Fleener
- (3 números) escrito y dibujado por Mary Fleener